# Falten-Tintling
Der Gemeine/Graue Falten-Tintling oder kurz Falten-Tintling (Coprinopsis atramentaria, Syn. Coprinus atramentarius), aufgrund der knotigen Verdickung am unteren Stielende auch Knoten-Tintling genannt, ist eine Pilzart aus der Familie der Mürblingsverwandten (Psathyrellaceae). Der häufige Blätterpilz kommt in Parkanlagen, an Wegrändern sowie in Laubwäldern vor und ist in Europa weit verbreitet. Die Fruchtkörper sind vor dem tintenartigen Zerfließen des Huts und der Lamellen essbar, verursachen aber bei in kurzem zeitlichen Abstand zur Pilzmahlzeit stattfindendem Konsum von Alkohol eine Vergiftung (Coprinus-Syndrom).

## Merkmale

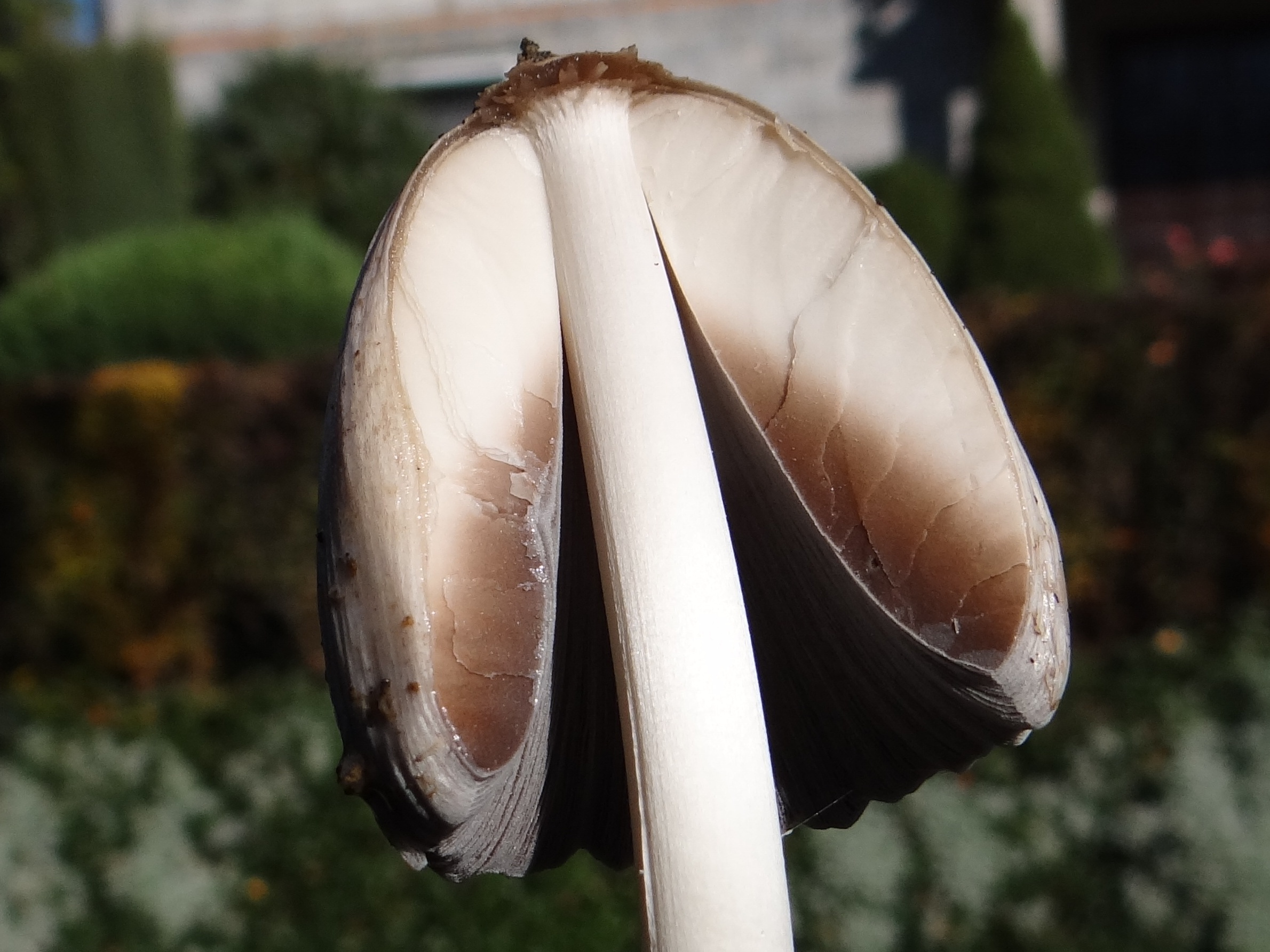
Hut des Falten-Tintlings im Querschnitt mit Blick auf die bereits schwärzenden Lamellen

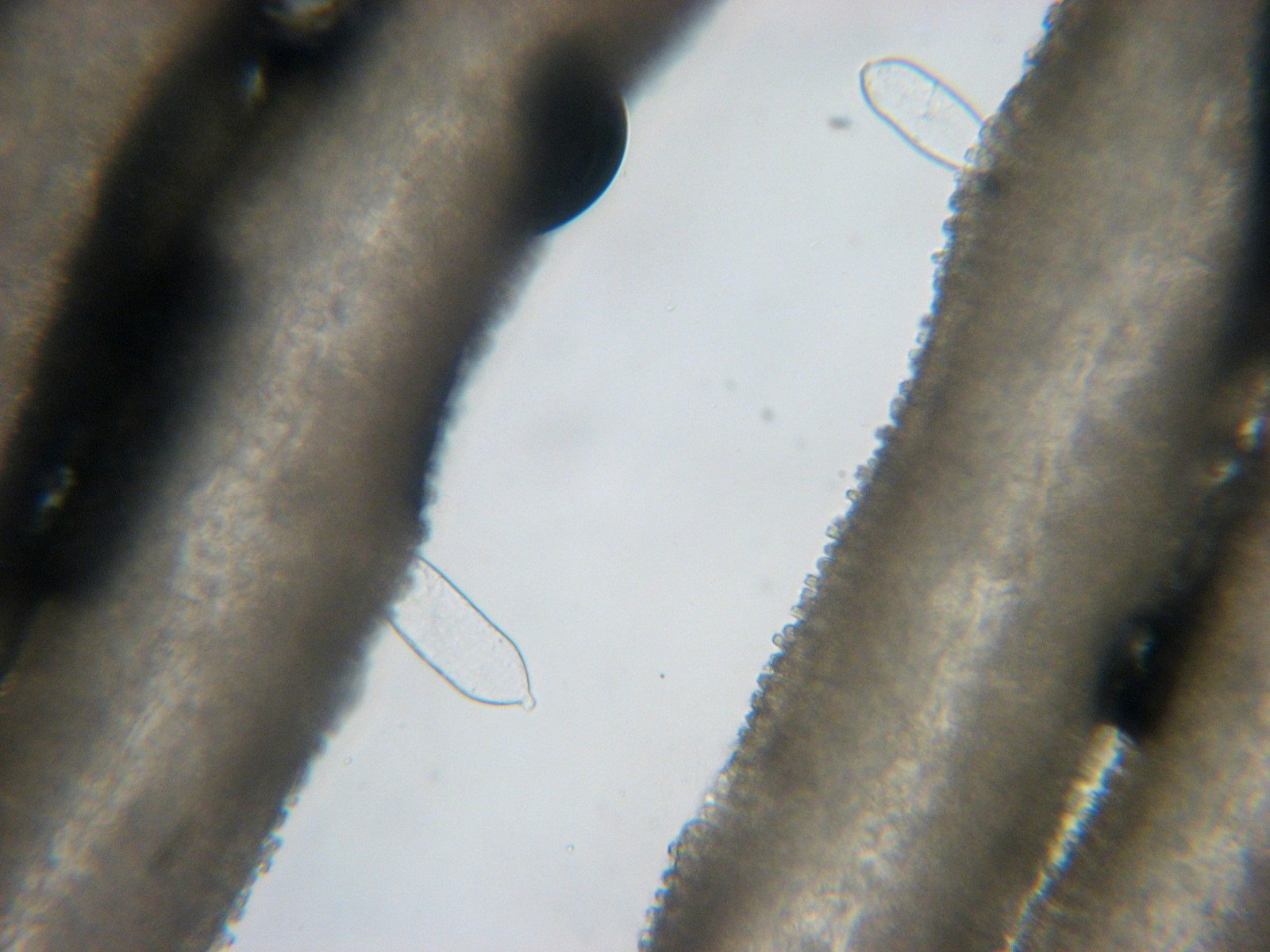
Sterile Zellen (Zystiden) zwischen den dicht gedrängt stehenden Lamellen des Falten-Tintlings dienen als „Abstandshalter“.

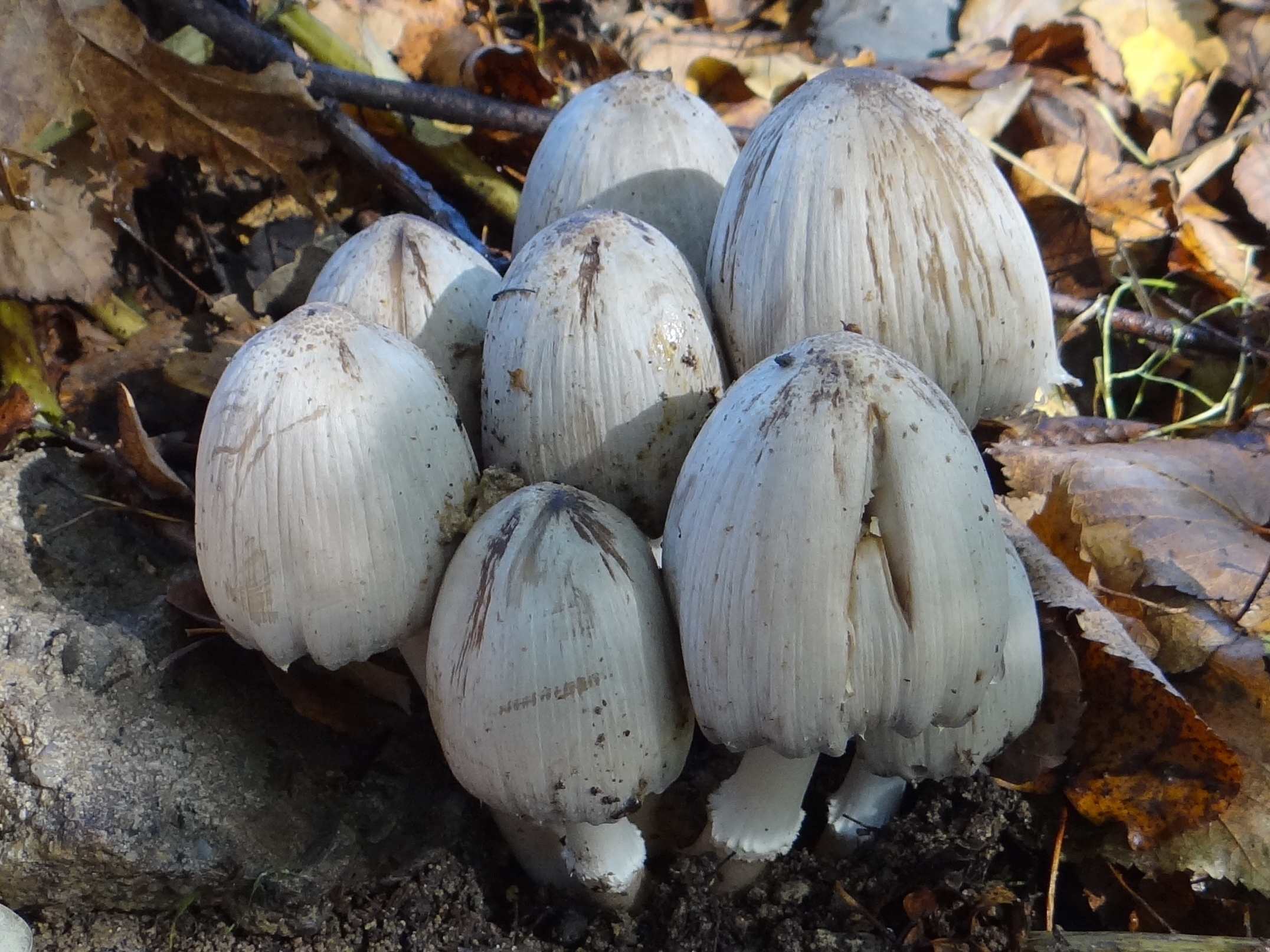
Junge Exemplare des Falten-Tintlings vor dem Zersetzungsprozess

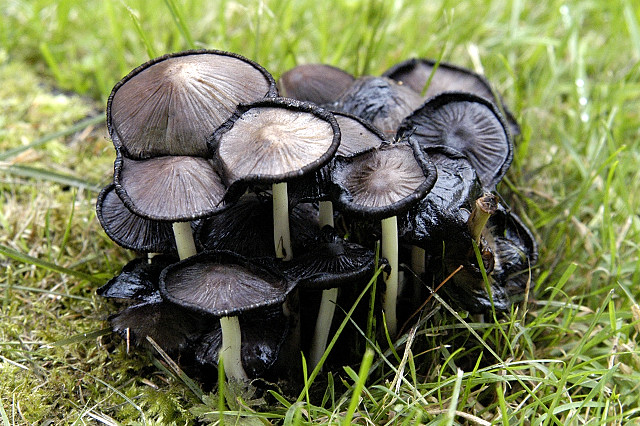
Fruchtkörper des Falten-Tintlings mit stark tintenartig zerflossenen Hüten

Der jung eiförmige, später kegelig bis glockig aufschirmende Hut erreicht einen Durchmesser von 3–6 cm bei einer Höhe von 3–7(–10) cm. Er ist grau-weißlich, aschgrau bis grau-bräunlich gefärbt und am Scheitel mit bräunlichen Schüppchen besetzt. Der Hutrand ist gerieft bis faltig und im Alter eingerissen. Die jung weißlich bis blassgrauen Lamellen sind abgerundet angewachsen bis schmal angeheftet. Sie stehen dicht gedrängt und zerfließen schwarz gefärbt ebenso wie der Hut im Alter (Autolyse). Der zylindrische Stiel ist nach oben verjüngt und hat einen markanten gerandeten Wulst an der Stielbasis. Er ist 6–15 cm lang und bis zu 1,5 cm dick. Er ist im Jugendstadium weiß gefärbt und wird im Alter hohl und zerbrechlich. Das dünne, weiche und weiß gefärbte Fleisch hat einen schwachen Geruch und einen milden, angenehmen Geschmack.

## Ökologie und Phänologie
Die häufige Art kommt meistens in Parkanlagen, an Wegen und in Laubwäldern in ganz Europa vor.
Der Falten-Tintling fruchtet von April bis November.

## Bedeutung
Der Falten-Tintling ist jung essbar, allerdings ist er in Verbindung mit Alkohol giftig. Hierbei kann er, bedingt durch seinen hohen Coprin-Gehalt (130 mg pro kg Frischgewicht), welches den Abbau von Acetaldehyd hemmt, eine Flush-Symptomatik hervorrufen, die bis zu mehreren Tagen anhalten kann. In der Literatur wird dies unter anderem mit einer roten, allmählich ins violette gehenden Verfärbung des Körpers beschrieben. Hiervon sind Ohrläppchen und Nasenspitze ausgenommen, diese bleiben blass. Als weitere Nebenwirkungen werden Hitzegefühl, Herzklopfen sowie Sprach- und Sehstörungen genannt. Die Vergiftung kann auch dann auftreten, wenn Pilzmahlzeit und Alkoholkonsum bis zu drei Tage auseinander liegen.

## Verwechslung
Der Gebuckelte Falten-Tintling (Coprinopsis acuminata) hat einen kegeligen oder buckeligen Hut, der oft weniger stark gefaltet ist. Der Braunschuppige Tintling (Coprinopsis romagnesiana) ist bräunlicher gefärbt und hat rostbraune Schüppchen an Hut und Stielbasis. Der Große Rauspor-Tintling (Coprinopsis alopecia) unterscheidet durch einen flockigen, gesprenkelten Stiel ohne knotige Verdickung und weißes Velum auf dem Hut junger Exemplare, außerdem mikroskopisch durch die rauen Sporen.
Der Schopf-Tintling (Coprinus comatus) hat einen weißen, walzenförmigen, geschuppten Hut. Andere Tintlinge sind weniger groß und kräftig, anders gefärbt oder haben keinen knotig verdickten Stiel.